# 158e division d'infanterie (France)
La 158e division d'infanterie est une division d'infanterie de l'armée de terre française qui a participé à la Première Guerre mondiale.

## Les chefs de la158edivisiond'infanterie
- 23 juillet 1915 - 21 mars 1917 : Général Blanc
- 21 mars - 5 novembre 1917 : Général Priou

## Première Guerre mondiale

### Composition
- Infanterie :

224e régiment d'infanterie d'août 1916 à 5 novembre 1917 (est affecté à une division du 3e corps d'armée)
228e régiment d'infanterie d'août 1916 à 5 novembre 1917 (dissolution)
329e régiment d'infanterie 29 août 1916 au 5 novembre 1917
406e régiment d'infanterie d'août 1915 à août 1916 (dissolution)
419e régiment d'infanterie d'août 1915 à août 1916 (dissolution)
420e régiment d'infanterie d'août 1915 à août 1916 (dissolution)
421e régiment d'infanterie d'août 1915 à août 1916 (dissolution)
- Cavalerie :

1 escadron du 5e régiment de chasseurs à cheval d'août 1915 à juillet 1917
1 escadron du 18e régiment de chasseurs à cheval d'août 1915 à janvier 1917
1 escadron du 7e régiment de chasseurs à cheval juillet - novembre 1917
- Artillerie :

1 groupe de 80 du 19e régiment d'artillerie d'août 1915 à janvier 1916
1 groupe de 90 du 52e régiment d'artillerie d'août 1915 à janvier 1916
1 groupe de 75 du 19e régiment d'artillerie de janvier 1916 à juillet 1917
1 groupe de 75 du 52e régiment d'artillerie de janvier 1916 à juillet 1917
3 groupes de 75 du 219e régiment d'artillerie de juillet à novembre 1917

### Historique
Cette division a été formée en exécution des prescriptions de la circulaire ministérielle no 10160 1/11 du 16 juillet 1915, par laquelle le Ministre fait connaitre qu'il a décidé de créer une nouvelle division active de campagne qui portera le no 158].

Cette division comprend les 4 régiments suivant :
- 406e régiment d'infanterie
- 419e régiment d'infanterie

formant la 315e brigade
- 420e régiment d'infanterie
- 421e régiment d'infanterie

formant la 316e brigade

#### 1915
- 15 août 1915 – 15 février 1916 : formation et séjour au camp d'Avord.

#### 1916
- 15 février – 12 juin : transport Par V.F. dans la région de Magny-en-Vexin, puis mouvement vers celle de Nivillers ; travaux.
- 12 juin – 1er septembre : mouvement par Liancourt, Senlis et Crépy-en-Valois, vers Villers-Cotterêts ; travaux.
- 20 septembre 1916 – 19 janvier 1917 : retrait du front, puis, à partir du 23 septembre, occupation d'un secteur vers Troyon et Soupir.

#### 1917
- 19 – 27 janvier : retrait du front et repos vers Oulchy-le-Château.
- 27 janvier – 12 mars : occupation d'un secteur vers Chavonne et Pernant.
- 12 – 18 mars : retrait du front et repos vers Lizy-sur-Ourcq.
- 18 – 30 mars : transport par camions dans la région de Soissons, engagée dans la poursuite des troupes allemandes lors de l'opération Alberich : combats à Braye et à Margival.
- 30 mars – 7 avril : repos vers Cœuvres-et-Valsery.
- 7 – 19 avril : préparatifs d'offensive vers Soissons, puis, le 11 avril, vers Missy-aux-Bois ( éléments en secteur vers Laffaux, jusqu'au 12) : 15 avril : Bataille du Chemin des Dames non engagée dans l'offensive du 16 avril.
- 19 avril – 18 mai : occupation d'un secteur vers la ferme Mennejean et le nord de Aizy-Jouy ; progression et organisation des positions conquises :

5 - 6 mai : attaque de la position Allemant, Pinon.
- 18 – 28 mai : retrait du front ; repos vers Soissons.
- 28 mai – 6 juin : occupation d'un secteur vers la ferme Mennejean et le sud de Vauxaillon.

1er juin : attaque allemande.
- 6 juin – 11 juillet : retrait du front, mouvement vers Betz ; repos et instruction.
- 11 – 31 juillet : occupation d'un secteur entre la ferme d'Hurtebise et la ferme de la Bovelle : engagements de part et d'autre les 15, 23, 25, 26 et 29 juillet.
- 31 juillet – 20 août : retrait du front. À partir du 2 août, transport par V.F. de la région de Fère-en-Tardenois dans celle de Ham ; repos et instruction près de Nesle.
- 20 août – 31 octobre : occupation d'un secteur vers Selency et Pontruet (en liaison avec le front britannique).
- 31 octobre – 5 novembre : retrait du front ; repos dans la région de Guiscard.
- 5 novembre : Dissolution.

### Rattachements
- Affectation organique :

isolée d'août 1915 à septembre 1916
37e corps d'armée, de septembre 1916 à juin 1917
3e corps d'armée, de juin à novembre 1917
- 3e armée

17 août – 1er septembre 1916
2 août – 5 novembre 1917
- 5e armée

1er septembre 1916 – 6 janvier 1917
- 6e armée

30 mars – 12 avril 1916
6 janvier – 16 juillet 1917
- 10e armée

12 avril – 17 août 1916
16 juillet – 2 août 1917
- G.M.P.

15 février – 30 mars 1916

## Seconde Guerre mondiale
En 1944, la 158e DI est reconstituée à partir de volontaires FFI et participe à la réduction des poches de résistance de la Wehrmacht sur la côte atlantique, sous le commandement du général Larminat.